# Garokk
Garokk è un personaggio dei fumetti pubblicati dalla Marvel Comics, originario del sedicesimo secolo.

## Biografia del personaggio

### Le origini
Secoli fa, i seguaci del dio Garokk, costruirono una città nella Terra Selvaggia, sotto la quale si raccoglieva una pozza d'acqua in grado di donare poteri divini ma anche la pazzia. Una nave, inviata a esplorare la zona, venne colpita da un iceberg, tutto l'equipaggio morì, tranne un uomo che venne portato dai flutti a riva. A terra, il naufrago, si imbatté nel tempio di Garokk e bevve l'acqua miracolosa, prima di essere aggredito e costretto alla fuga da alcuni dinosauri. Settimane dopo, l'uomo si risvegliò in Inghilterra, immemore di come vi fosse arrivato, con il passare delle decadi si rese conto di non invecchiare e che la sua pelle diveniva simile a pietra. L'acquisita immortalità e le continue visioni che Garokk, così si era battezzato, aveva della Terra Selvaggia lo portarono alla pazzia e alla necessità di raggiungere la meta dei suoi sogni.

### L'incontro con Ka-Zar
Volato a New York per incontrare Ka-Zar, Garokk lo convince ad accompagnarlo nella Terra Selvaggia. Giunti a destinazione, l'uomo pietrificato viene attaccato da Tongah, amico di Ka-Zar che lo ritiene il mandante dell'omicidio della sua famiglia ad opera di Zaladane, seguace del dio Garokk. Chiarito l'equivoco, i due alleati corrono a combattere la donna mentre Garokk raggiunge il tempio dove aveva ottenuto i poteri e, poggiando le mani sulla statua della divinità omonima, ne ottiene di nuovi, grazie ai quali riesce a porre fine alla guerra con Zaladane.
Il potenziamento subito, però, altera del tutto la mente dell'uomo che inizia a devastare la Terra Selvaggia, richiamato da Zaladane all'interno del tempio viene qui attaccato da Ka-Zar e gettato in un pozzo di fuoco, dove finalmente trova la pace.

### Ritorno dalla morte
Grazie ad un sacrificio rituale, Zaladane, riporta in vita Garokk ed insieme progettano di conquistare la Terra Selvaggia per trasformarla in un'utopia di pace, tuttavia, non si rendono conto che le loro macchinazioni stanno nuocendo alla landa primordiale che viene investita da una nuova era glaciale. Ka-Zar e gli X-Men, cercano di fermare i due e durante la lotta, Garokk, cade verso un'altra apparente morte. Sopravvissuto alla caduta, l'uomo pietrificato, viene posto da Magneto a guardia della sua base antartica, qui si scontra nuovamente con gli X-Men, giunti a cercare la loro nemesi, che lo sconfiggono un'altra volta. Nuovamente sfuggito alla morte, Garokk, si ritrova prigioniero della corazza di Terminus e privo del controllo sulle sue azioni comincia a distruggere la Terra Selvaggia, fermato e liberato dagli X-Men, offre la sua vita per riparare ai danni commessi, grazie ad una apparecchiatura ideata dall'Alto Evoluzionario. Deciso a ricrearsi un corpo, l'uomo pietrificato, sfrutta alcuni seguaci del Culto della Morte per organizzare un rituale in cui sacrificare Shanna, ma viene fermato da Ka-Zar, giunto a salvare la moglie. Tornato finalmente nel suo corpo roccioso, Garokk, si stabilisce nel suo tempio, tuttavia, quando Ka-Zar lo cerca per chiedergli aiuto contro degli atlantidei che imperversavano per la Terra Selvaggia egli rifiuta. Alla sua ultima apparizione, Garokk, guida i Vendicatori alla base nascosta dell'Alto Evoluzionario che conduceva degli esperimenti su dei bambini mutati.

## Poteri e abilità
La pelle di Garokk è stata trasformata, dall'acqua del tempio, in una sostanze organica minerale, il suo corpo pietrificato lo rende difficile da ferire; ha la capacità di proiettare enormi quantità di energia dagli occhi e può attingere ad altre fonti di energia per rifornire i suoi poteri; può creare varchi dimensionali attraverso i quali può trasportare un'intera città, può cambiare la sua dimensione e trasformarsi in un essere di pura energia; può manipolare la materia su scala sub-atomica; ha una capacità telepatica limitata che gli permette di conoscere le attività dei suoi adoratori attraverso i sogni.
Garokk è immortale, non invecchia e anche quando il suo corpo viene distrutto può essere riportato in vita.